# Ezzo Lotrinský
Ezzo Lotrinský (německy Erenfrid nebo  Ehrenfried řečený Ezzo, 955 ? – 21. května 1034 Saalfeld) byl lotrinský falckrabě, švagr císaře Oty III. a neúspěšný kandidát na císařský stolec.

## Život
Ezzo byl synem lotrinského falckraběte Heřmana I. a pravděpodobně v rozmezí let 991-993 se oženil s Matyldou, třetí dcerou císaře Oty II.
Matylda byla již v dětství byla svěřena do péče tety Matyldy, abatyše v Essenu a zdá se, že původně byla zaslíbena církevní kariéře. Ke sňatku došlo se souhlasem císařovny Theofano a současníky byl považován za nerovný.
| „                     | Mnoho lidí to neschvalovalo, protože však věc nemohla být podle práva změněna, ujal se dívky trpělivě její jediný bratr. Dal jí co nejvíce majetku, aby si zachovala postavení, které zdědila po svých vynikajících předcích. | “ |
| — Dětmar z Merseburku | |   |

Ota také při návštěvě Hnězdna přislíbil Ezzonovu dceru synovi knížete Boleslava.
Když císař roku 1002 zemřel, Ezzo neúspěšně kandidoval na uprázdněný trůn a společně s Ekkerhardem Míšeňským vojensky podporoval Boleslava Chrabrého. Pomohl mu v obsazení Lužice, Milska a míšeňské marky. Nový císař Jindřich II. vedl s Ezzou dlouhodobý spor o darované majetky, které Matylda považovala za své vlastnictví, kdežto Jindřich byl přesvědčen, že jde královské zboží. Ke smíření došlo až roku 1011, kdy Jindřich uznal Ezzův nárok a obdaroval jej dalšími statky.
Manželství Ezza s Matyldou bylo zřejmě šťastné, bylo požehnáno mnoha dětmi, z nichž většina svůj život zasvětila církevní kariéře. Roku 1024 manželé společně založili benediktinský klášter Brauweiler, kde byla také Matylda po svém skonu o rok později pohřbena. Ezzo svou manželku přežil téměř o deset let a byl pohřben tamtéž.